# پولپیتیا
پولپیتیا (به لاتین: Polpitiya) یک منطقهٔ مسکونی در سری‌لانکا است که در استان مرکزی (سری‌لانکا) واقع شده‌است.